# Pardosa littoralis
Pardosa littoralis este o specie de păianjeni din genul Pardosa, familia Lycosidae, descrisă de Banks, 1896. Conform Catalogue of Life specia Pardosa littoralis nu are subspecii cunoscute.